# USS Simpson (DD-221)
USS Simpson (DD-221/APD-27/AG-97) là một tàu khu trục lớp Clemson được Hải quân Hoa Kỳ chế tạo vào cuối Chiến tranh Thế giới thứ nhất, và đã tiếp tục phục vụ trong Chiến tranh Thế giới thứ Hai cho đến khi xung đột kết thúc. Nó là chiếc tàu chiến duy nhất của Hải quân Hoa Kỳ được đặt tên theo Chuẩn đô đốc Edward Simpson.

## Thiết kế và chế tạo
Simpson được đặt lườn vào ngày 9 tháng 10 năm 1919 tại xưởng tàu của hãng William Cramp and Sons ở Philadelphia. Nó được hạ thủy vào ngày 28 tháng 4 năm 1920, được đỡ đầu bởi cô Caroline Sterett Simpson, con gái đô đốc Simpson; và được đưa ra hoạt động vào ngày 3 tháng 11 năm 1920 dưới quyền chỉ huy của Hạm trưởng, Thiếu tá Hải quân P. T. Berry.

## Lịch sử hoạt động

### Giữa hai cuộc thế chiến
Trong năm phục vụ đầu tiên, Simpson thực hiện các cuộc thực tập huấn luyện cùng Hạm đội Thái Bình Dương, bao gồm một chuyến đi đến Valparaíso, Chile. Nó sau đó băng qua kênh đào Panama vào ngày 12 tháng 12 năm 1921, và sau một đợt đại tu tại Philadelphia, đã khởi hành từ Newport, Rhode Island vào ngày 6 tháng 6 năm 1922 để đi sang Địa Trung Hải. Từ ngày 29 tháng 6 năm 1922 đến ngày 26 tháng 2 năm 1924, nó phục vụ như một đơn vị của Lực lượng Hải quân Hoa Kỳ tại vùng biển Thổ Nhĩ Kỳ dưới quyền Chuẩn đô đốc Mark L. Bristol, có nhiệm vụ bảo vệ quyền lợi của Hoa Kỳ tại khu vực Cận Đông đầy bất ổn sau khi kết thúc Thế Chiến I. Nó đã tham gia bảo vệ công dân Hoa Kỳ và hỗ trợ hoạt động của các tổ chức cứu trợ tại Hắc Hải và vùng Đông Địa Trung Hải. Sau một lượt viếng thăm các cảng tại khu vực Tây Địa Trung Hải và eo biển Manche, nó khởi hành từ Southampton, Anh Quốc vào ngày 1 tháng 7 năm 1924 quay về Hoa Kỳ để được đại tu tại Norfolk, Virginia. Sau đó nó tiến hành huấn luyện tại vùng biển Caribe và vùng bờ Đông, trước khi vượt Thái Bình Dương để phục vụ cùng Hạm đội Á Châu.
Sau khi đi đến Yên Đài, Trung Quốc vào ngày 14 tháng 6 năm 1925, Simpson tham gia các hoạt động thường lệ của Hạm đội Á Châu, tiến hành huấn luyện tại các căn cứ Thanh Đảo và Yên Đài vào mùa Hè và Manila, Philippines vào mùa Đông, và viếng thăm các cảng Trung Quốc trên đường đi. Trong năm 1925, sự bất ổn tại Trung Quốc gia tăng do sự lớn mạnh của các lực lượng Quốc Dân Đảng cùng các vụ bạo loạn chống người nước ngoài tại Thượng Hải và Quảng Châu. Các tàu khu trục thuộc Hạm đội Á Châu được phái đi tăng cường cho các pháo hạm tuần tra trên sông Dương Tử và dọc theo bờ biển phía Nam gần Quảng Châu. Simpson đã giúp giải cứu một số nhà truyền giáo tại Deep Bay, Hong Kong vào ngày 2 và 3 tháng 7 năm 1925, và trong nhiều năm tiếp theo đã thực hiện nhiều chuyến tuần tra tại vùng biển Trung Quốc bảo vệ tính mạng và tài sản của công dân Hoa Kỳ. Chiếc tàu khu trục đã có mặt tại Nam Kinh khi Nhật Bản tấn công bằng không quân và hải quân tại Thượng Hải vào cuối tháng 1 năm 1932, và nó đã hỗ trợ cho các nhà ngoại giao Hoa Kỳ tại thủ đô phía Nam của Trung Quốc vào những ngày đầu nguy cấp của vụ khủng hoảng này, cũng như gửi các báo cáo quan trọng về Washington. Vào ngày 11 tháng 2, nó đi đến Thượng Hải, và đến ngày 23 tháng 2 lại đi đến Sán Đầu, nơi nó ở lại cho đến ngày 2 tháng 4 năm 1932. Vào ngày 18 tháng 4, chiếc tàu khu trục cùng với đội của nó rời Manila quay trở về Hoa Kỳ.
Sau khi được đại tu tại Xưởng hải quân Mare Island, Simpson gia nhập Hải đội Khu trục trực thuộc Lực lượng Chiến trận tại San Diego, California vào ngày 28 tháng 9 năm 1932, và tiến hành các hoạt động tập trận hạm đội và huấn luyện dọc theo vùng bờ Tây trong nhiều năm tiếp theo. Khi thực tập ban đêm trong khuôn khổ một cuộc tập trận Vấn đề Hạm đội ngoài khơi vịnh Guantánamo, Cuba, nó mắc tai nạn va chạm với tàu tuần dương hạng nhẹ Milwaukee vào ngày 7 tháng 5 năm 1934, và phải được sửa chữa tại Xưởng hải quân Philadelphia. Nó tiến hành huấn luyện mùa Hè tại Newport trước khi quay trở lại San Diego vào ngày 10 tháng 11, và tiếp nối các hoạt động huấn luyện cùng Hạm đội Thái Bình Dương cũng như tham gia các cuộc tập trận Vấn đề Hạm đội hàng năm vào các năm 1936, 1937 và 1938.
Vào ngày 6 tháng 3 năm 1939, Simpson băng qua kênh đào Panama để đi sang khu vực Đại Tây Dương, và từ ngày 5 tháng 6 đến ngày 30 tháng 8 năm 1939 đã thực hiện ba chuyến đi huấn luyện cho học viên sĩ quan của Học viện Hải quân Hoa Kỳ. Sau đó nó tiến hành các chuyến đi huấn luyện cho nhân sự Hải quân Dự bị, nhưng do xung đột bắt đầu nổ ra tại Châu Âu, nó được phân nhiệm vụ Tuần tra Trung lập, và lên đường đi đến vùng biển Caribe vào ngày 6 tháng 9. Tại đây, nó thực hiện tuần tra cũng như tham gia các cuộc thực tập, bao gồm một cuộc tập trận đổ bộ của hạm đội tại Culebra, Puerto Rico từ ngày 14 tháng 2 đến ngày 10 tháng 3 năm 1940. Sau một chuyến đi huấn luyện học viên sĩ quan và một đợt huấn luyện quân nhân dự bị trong mùa Hè, nó tiếp nối nhiệm vụ Tuần tra Trung lập tại vùng biển Caribe vào tháng 10.

### Thế Chiến II
Simpson nằm trong thành phần một lực lượng được hình thành vào ngày 18 tháng 3 năm 1941, sau khi có thỏa thuận Cho thuê-Cho mượn, để bảo vệ các đoàn tàu tàu vận tải Hoa Kỳ và Anh Quốc tại vùng biển Bắc Đại Tây Dương. Sau nhiều tháng hoạt động tuần tra và hộ tống ven biển, nó hộ tống hai đoàn tàu khởi hành từ Argentia, Newfoundland, để gặp gỡ các tàu hộ tống Hải quân Anh ngoài khơi Greenland từ ngày 30 tháng 6 đến ngày 3 tháng 9 năm 1941. Vào ngày 24 tháng 9 ngoài khơi Iceland, nó tham gia đoàn tàu vận tải đầu tiên hướng sang phía Tây được các tàu chiến Hoa Kỳ hộ tống, và đưa chúng đến Argentia an toàn vào ngày 4 tháng 10. Sau khi Hoa Kỳ tham chiến vào tháng 12, các chuyến hộ tống vận tải của nó kéo dài đến vùng quần đảo Anh, và nó tiếp tục nhiệm vụ hộ tống vận tải vượt đại dương cho đến ngày 28 tháng 4 năm 1942, khi nó đi vào Xưởng hải quân Boston để đại tu.
Trong gần một năm sau khi rời xưởng tàu vào tháng 5 năm 1942, Simpson hộ tống các đoàn tàu vận tải đi dọc theo bờ biển phía Đông của Hoa Kỳ, thực hiện một chuyến đi đến Casablanca vào tháng 2 năm 1943, vào ngày 28 tháng 4 năm 1943 bắt đầu được đại tu tại Xưởng hải quân New York. Trở ra khơi vào tháng 5, Simpson hộ tống một đoàn tàu vận tải đi từ New York đến Curaçao, Tây Ấn, rồi thực hiện hai chuyến đi khứ hồi từ Curaçao đến Londonderry Port, Bắc Ireland. Vào ngày 29 tháng 8 năm 1943, Simpson tham gia một đội đặc nhiệm tàu sân bay hộ tống hình thành chung quanh chiếc Santee và hộ tống một đoàn tàu vận tải đi từ Bermuda đến Casablanca, Bắc Phi. Đội đặc nhiệm sau đó thực hiện tuần tra chống tàu ngầm ngoài khơi quần đảo Azores, tham gia một đoàn tàu vận tải hướng sang phía Tây vào ngày 22 tháng 9, nhưng lại tiếp nối hoạt động tuần tra sau khi một tàu ngầm đối phương được báo cáo xuất hiện gần Azores vào ngày 26 tháng 9. Simpson quay trở về Hoa Kỳ vào ngày 12 tháng 10, nhưng quay lại khu vực Azores cho các cuộc tuần tra khác từ ngày 28 tháng 10 đến ngày 9 tháng 12 năm 1943.
Simpson được đề cử vào ngày 1 tháng 12 năm 1943 để được cải biến thành một tàu vận chuyển cao tốc với ký hiệu lườn APD-27, nhưng được thay thế vào tháng 1 năm 1944 bởi chiếc tàu chị em George E. Badger, mà đến lượt nó việc cải biến lại bị hủy bỏ. Tiếp nối nhiệm vụ hộ tống vận tải, Simpson hộ tống cho chiếc Antaeus trong hơn ba tháng từ ngày 29 tháng 12 năm 1943 đến ngày 9 tháng 4 năm 1944 khi chiếc này vận chuyển binh lính dọc theo vùng bờ Đông. Trong thời gian còn lại của năm 1944 và đầu năm 1945, nó hộ tống cho các tàu chiến hạng nặng vừa mới nhập biên chế trong các chuyến đi chạy thử máy và huấn luyện dọc theo vùng bờ Đông. Trong số các tàu chiến mà nó từng phục vụ bao gồm các thiết giáp hạm Wisconsin và Missouri, tàu tuần dương Alaska và các tàu sân bay Ticonderoga và Antietam.
Simpson được xếp lại lớp như một tàu phụ trợ với ký hiệu lườn AG-97 vào ngày 23 tháng 5 năm 1945. Mọi vũ khí được tháo dỡ, và nó được trang bị giá mang ngư lôi thực hành cùng một tời kéo mục tiêu. Nó đi đến vịnh Guantánamo, Cuba vào ngày 16 tháng 6 năm 1945, và làm nhiệm vụ huấn luyện tại đây trong gần một năm. Đến ngày 11 tháng 5 năm 1946, chiếc tàu khu trục kỳ cựu đi đến Xưởng hải quân Philadelphia để ngừng hoạt động. Được cho rút khỏi danh sách Đăng bạ Hải quân vào ngày 19 tháng 6 năm 1946, Simpson bị bán cho hãng Northern Metals Company ở Philadelphia, Pennsylvania vào ngày 21 tháng 11 năm 1946 để tháo dỡ.